# جين أوبيرت
جين أوبيرت (بالفرنسية: Jeanne Aubert )‏ (و. 1900 – 1988 م) هي ممثلة، ومغنية، من فرنسا، ولدت في باريس، توفيت في باريس، عن عمر يناهز 88 عاماً.

## وصلات خارجية
- جين أوبيرت على موقع IMDb (الإنجليزية)
- جين أوبيرت على موقع ألو سيني (الفرنسية)
- جين أوبيرت على موقع ميوزك برينز (الإنجليزية)
- جين أوبيرت على موقع أول موفي (الإنجليزية)
- جين أوبيرت على موقع قاعدة بيانات برودواي على الإنترنت (الإنجليزية)
- جين أوبيرت على موقع قاعدة بيانات برودواي على الإنترنت (الإنجليزية)
- جين أوبيرت على موقع قاعدة بيانات الأفلام السويدية (السويدية)
- جين أوبيرت على موقع قاعدة بيانات الفيلم (الإنجليزية)
- جين أوبيرت على موقع كينوبويسك (الروسية)